# Brunia pillansii
Brunia pillansii är en tvåhjärtbladig växtart som beskrevs av Class.-bockh. och E.G.H.Oliv. Brunia pillansii ingår i släktet Brunia och familjen Bruniaceae. Inga underarter finns listade.